# The Shamen
The Shamen var en brittisk popgrupp från Aberdeen i Skottland, aktiv åren 1985–1999. Musiken var från början gitarrbaserad. På första albumet, Drop, från 1987 var gruppen inspirerad av grupper som Pink Floyd och 13th Floor Elevators. Huvudfiguren inom The Shamen, Colin Angus gick tillsammans med nytillkomne bandkollegan William Sinnot vidare från detta gitarrsound genom att blanda upp det med synthar och samplers. Inför albumet In Gorbachev We Trust fanns endast dessa medlemmar kvar. De blev senare världsledande inom techno och dansmusik och lyckades kombinera detta med framgångar på hitlistor världen över. Kanske är de mest kända för ecstasylåten "Ebeneezer Goode" som kom etta på den brittiska topplistan 1992.
Jhelisa Anderson var turnerande sångare i bandet från och med år 1995.

## Medlemmar
Senaste medlemmar
- Colin Angus – sång, gitarr, keyboard, basgitarr (1985–1999)
- Bob Breeks – keyboard (1992–1999)
- Victoria Wilson-James – sång (1993-1999)
- Gavin Knight – trummor, elektronisk percussion (1991–1999)
- Richard West (Mr. C) – sång, keyboard (1990–1999)

Tidigare medlemmar
- Derek McKenzie – sång, gitarr (1985–1987)
- John Delafons – trummor, elektronisk percussion (1989–1990)
- Allison Morrison – keyboard, sång (1985–1986)
- Richard Sharpe – keyboard (1991–1992)
- Keith McKenzie – trummor, elektronisk percussion (1985–1988)
- Will Sinnott (Will Sin) – basgitarr, keyboard, sång (1987–1991; död 1991)
- Peter Stephenson – keyboard (1986–1988)

Turnerande medlemmar
- Jhelisa Anderson – sång (1992–1993)
- Alexis Blackmore (Lex Icon) – sång, turntables (1990–1991)
- Plavka Lonich – sång (1990–1991)
- Cheryl Melder – sång (1991–1992)

## Diskografi
Studioalbum
- Drop (1987)
- In Gorbachev We Trust (1989)
- Phorward (1989)
- En-Tact (1990)
- Boss Drum (1992)
- Axis Mutatis (1995)
- Hempton Manor (1996)
- UV (1998)

Singlar (topp 20 på UK Singles Chart)
- 1991 – "Move Any Mountain" (#4)
- 1992 – "LSI (Love Sex Intelligence)" (#6)
- 1992 – "Ebeneezer Goode" (#1)
- 1992 – "Boss Drum" (#4)
- 1992 – "Phorever People" (#5)